# Hollandklasse (onderzeeboot)
De Hollandklasse was de eerste onderzeebootklasse van de Royal Navy, gebouwd door Vickers. De klasse werd van 1901 tot 1903 gebouwd en de Admiraliteit van de Royal Navy wist in die tijd de bekendheid van het bestaan van de Hollandklasse te beperken tot slechts enkele hoge officieren. Dit heeft geleid tot de mythe dat de Royal Navy niet geïnteresseerd was in onderzeeërs. Het tegendeel was waar, de Royal Navy zag de onderzeeër als een toekomstig potentieel wapen.

## Naamgeving
De naamgeving van de klasse is vermoedelijk een eerbetoon aan Cornelius Drebbel geweest, de Nederlandse uitvinder die in 1620 met 12 personen onder het wateroppervlak van de Theems van de Tower of London stroomafwaarts naar Greenwich voer.

## Specificaties
Aan de oppervlakte had de onderzeeboot een maximale snelheid van 7,5 knoop, onder water een maximale snelheid van 6 knopen. De onderzeeboot kon slechts twee torpedo's vervoeren, met een torpedobuis en een motor met schroef. Onder water had de onderzeeboot een bereik van 10 zeemijl, boven water 235. De Hollandklasse kon 50 meter diep duiken en had een bemanning van zeven personen. 

## Onderzeeboten
- Holland 1, (oktober 1901 in het geheim. Museumstuk bij het Royal Navy Submarine Museum in Gosport)
- Holland 2, (februari 1902, verkocht in oktober 1913)
- Holland 3, (augustus 1902, verkocht in oktober 1913)
- Holland 4, (mei 1902, ballistisch doel gezonken in oktober 1914)
- Holland 5, (gezonken in 1912 voor de kust van Sussex)